# Runta
Runta es una de las 10 veredas que conforman la zona rural de la ciudad colombiana de Tunja. Se encuentra limitando los barrios del sur de la ciudad, sus restaurantes tienen buena popularidad local debido a su diversidad gastronómica.

## Demografía
Es una de las veredas más pobladas del municipio de Tunja. El 52% de la población total es masculina. De 2570 habitantes. El 72%, cuenta con educación primaria, el 25% con educación secundaria y un 3% posee estudios superiores. Aquí se identifica el predominio de la población migrante en un 67%, se desplazaron con sus familias, provenientes del Puente de Boyacá, 22%; de la vereda Barón Germania 18%, de la vereda de la Hoya 9%, de la vereda la Lajita 5% y el 6% restante de la vereda Barón Gallero y de los municipios de Soracá y Nuevo Colón. Es interesante señalar como un 7% de la población residentes antes en el espacio urbano de Tunja viven en la actualidad en esta vereda. Solo un 33% de sus habitantes son nativos.

## Economía
El 80% de los migrantes compraron terrenos para explotarlos por medio de la agricultura, la ganadería y la minería y se establecieron en la vereda, mientras que el 20% lo hicieron inicialmente con el ánimo de buscar trabajo y de la misma forma que los anteriores se establecieron aquí. El promedio de años que esta población lleva viviendo en la vereda es de 16, el 91% de la población residente son propietarios de los terrenos que ocupan y el porcentaje restante paga arriendo.

## Servicios públicos
Las viviendas de la vereda cuentan en un 100% con los servicios de energía y acueducto rural, pero no con alcantarillado por lo que las aguas negras son drenadas a las quebradas o a las tierras de cultivo. En la vereda no se ha instalado el servicio de telefonía por red.  El 100% de las viviendas están destinadas al uso de habitabilidad, pero el 56% ha cambiado el uso a mixto, en el 23% de estas funcionan restaurantes que se encuentran ubicados cerca a la vía principal y en el 17% tiendas pequeñas.